# Māris Bogdanovičs
Māris Bogdanovičs, né le 19 novembre 1991 à Bedele, est un coureur cycliste letton.

## Biographie
En 2019, il rejoint l'équipe continentale asiatique Interpro Cycling Academy dirigée par l'ancien coureur professionnel français Damien Garcia.
Au mois d'aout 2020, il termine troisième de la première étape du Baltic Chain Tour derrière Alo Jakin et Gert Jõeäär. Il est également sélectionné pour représenter son pays aux championnats d'Europe de cyclisme sur route organisés à Plouay dans le Morbihan. Il abandonne lors de la course en ligne.

## Palmarès et résultats

### Palmarès par année
- 2014
  - 3e de la Mayor Cup
- 2016
  - Baltic Chain Tour :
    - Classement général
    - 2e étape

  - 2e du Tour of Yancheng Coastal Wetlands
- 2017
  - 1re étape du Baltic Chain Tour
  - 5e étape du Tour de Chine II
  - 2e et 5e étapes du Tour de Fuzhou
  - 2e du Baltic Chain Tour
- 2019
  - 2e étape du Tour de Tochigi
- 2020
  - 2e du championnat de Lettonie du contre-la-montre
  - 3e du championnat de Lettonie sur route
- 2021
  - 3e du championnat de Lettonie sur route

### Classements mondiaux
| Année           | 2012 | 2013 | 2014 | 2015 | 2016 | 2017 |
| --------------- | ---- | ---- | ---- | ---- | ---- | ---- |
| UCI Asia Tour   |      | 347e |      |      | 251e | 163e |
| UCI Europe Tour | 826e |      | 432e | 805e | 305e | 291e |